# Schönberg (Gemeinde Klaffer)
Schönberg ist eine Ortschaft in der Gemeinde Klaffer am Hochficht im Bezirk Rohrbach in Oberösterreich.

## Geographie
Die Streusiedlung Schönberg liegt westlich von Klaffer an einem südlichen Ausläufer des Böhmerwaldes und ist über die Landesstraße L589 erreichbar. Am 1. April 2020 umfasste der Ort 46 Adressen. Er gehört zu den Einzugsgebieten des Peternbachs und des Urlseebachs. Schönberg ist Teil der 22.302 Hektar großen Important Bird Area Böhmerwald und Mühltal. Unmittelbar neben der Siedlung erstreckt sich das 9.350 Hektar große Europaschutzgebiet Böhmerwald-Mühltäler.

## Geschichte
Schönberg ist die jüngste Ortschaft der Gemeinde, der Ort entstand erst im 19. Jahrhundert. Die Anlage lässt sich im Franziszeischen Kataster von 1825 erahnen, wo der Ort nachträglich eingezeichnet wurde.

## Kultur und Sehenswürdigkeiten
- Die Schönbergkapelle (Donabauer-Kapelle) am südlichen Ortsrand wird von einem schmiedeeisernen Dachkreuz gekrönt, auf dem die Jahreszahl 1628 zu lesen ist. Es wurde wahrscheinlich nach dem Ende des Oberösterreichischen Bauernkriegs vom damaligen Abt des Stifts Schlägl gestiftet.[7] Die Kapelle wurde 1988 erneuert.
- Bei der Schönbergkapelle steht die Kapellenlinde (Donabauer-Linde), eine als Naturdenkmal geschützte Sommerlinde (Tilia platyphyllos).[8]
- Das Forsthaus Schönberg Nr. 1/2 wurde durch das Stift Schlägl erbaut und ist mit der Jahreszahl 1843 bezeichnet. Es handelt sich um ein eingeschoßiges Gebäude mit Satteldach, das im Inneren ein Kappengewölbe und eine Holzdecke aufweist.[9]
- Der Russenstein befindet sich nordöstlich von Schönberg ⊙ und erinnert an die russische Besatzungszeit. Damals ritzten russische Soldaten mit ihren Bajonetten einige kyrillisch geschriebene Worte in den Stein, die mit „Tod dem Organisator des Krieges“ übersetzt werden können.[10]

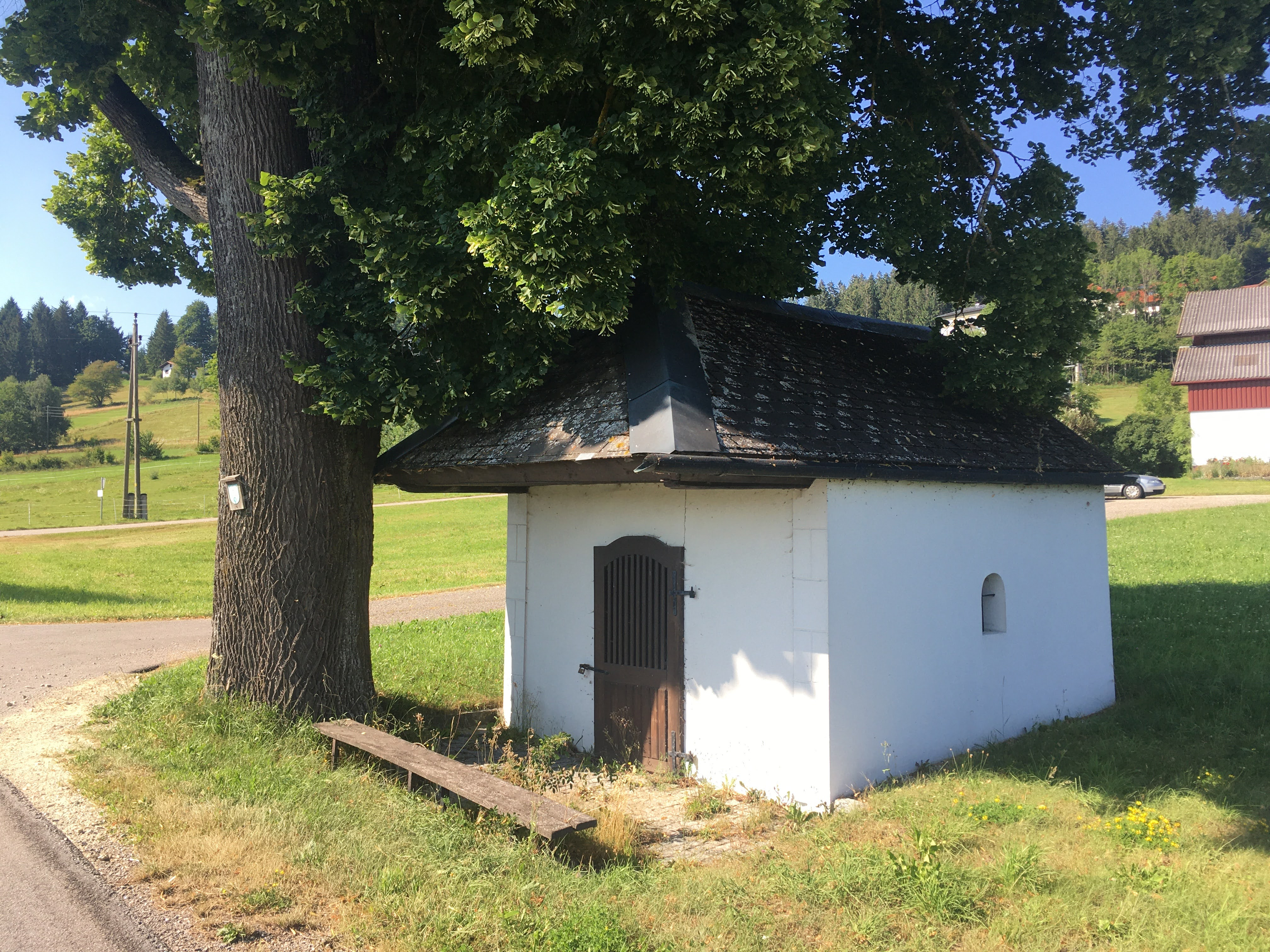
Schönbergkapelle
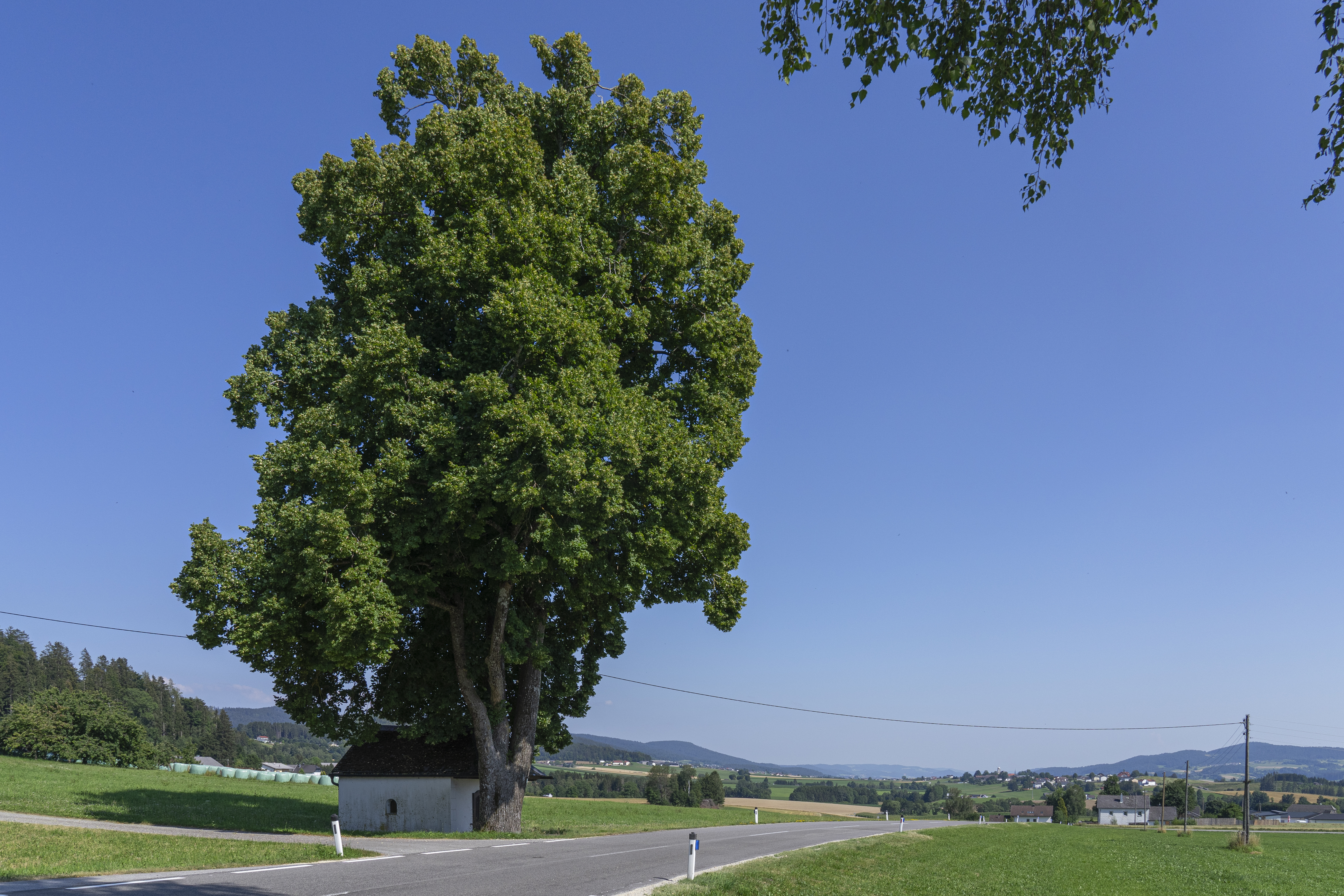
Kapellenlinde
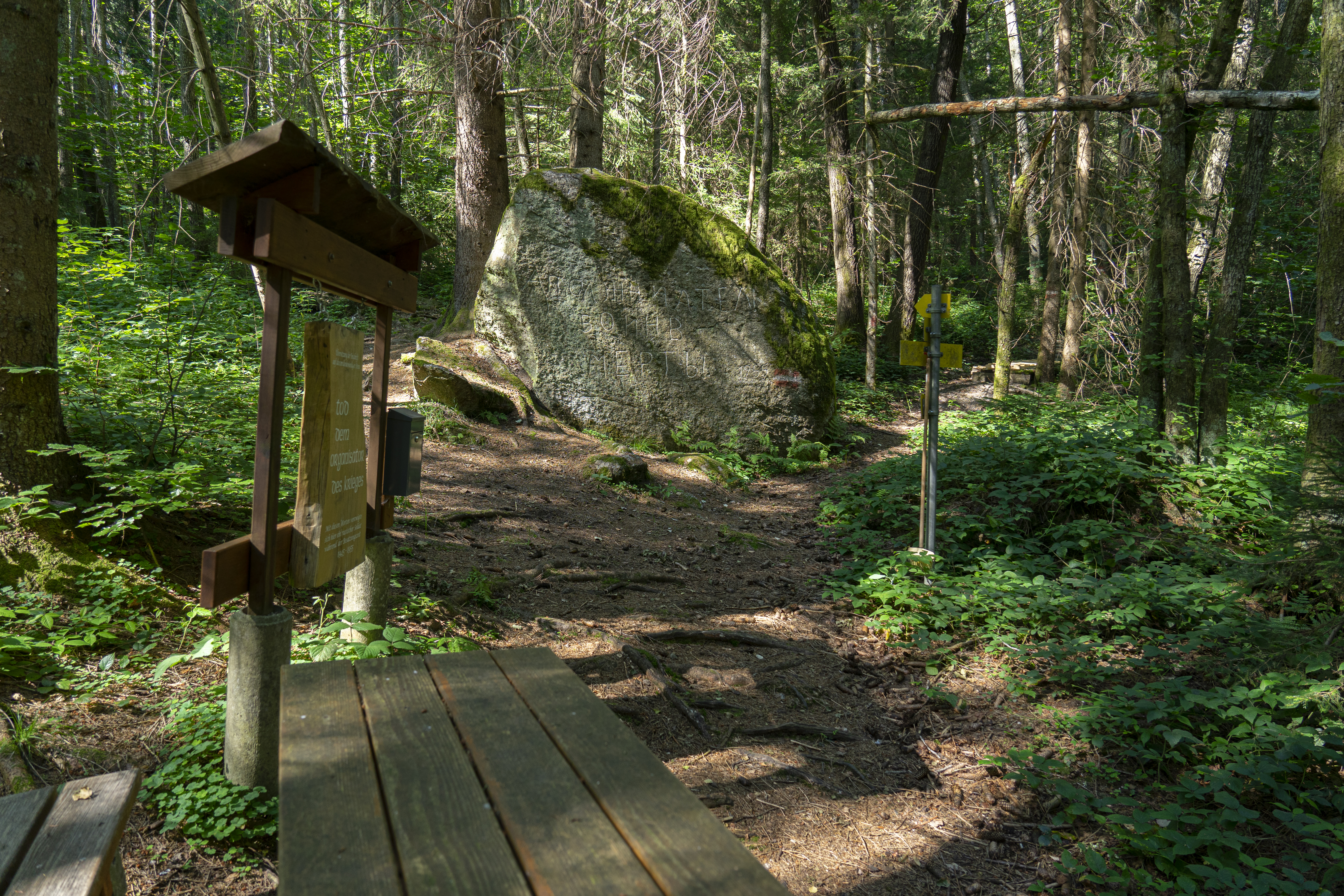
Russenstein

## Freizeit
- Der 11 km lange Rundwanderweg Kapellenweg Klaffer führt durch Schönberg.[11]
- Zwei Langlaufloipen, die 9 km lange mittelschwere Panoramaloipe Klaffer[12] und die 6,3 km lange schwierige Verbindungsloipe Schwarzenberg – Klaffer, verlaufen südlich des Orts.[13]